# Brusasorzi
I Riccio (talvolta riportati come Ricci, Del Riccio o Dei Ricci), detti Brusasorzi (o Brusasorci o Brusazorzi), furono una famiglia di pittori veronesi attivi nel XVI e all'inizio del XVII secolo.

## Storia
Dal capostipite Gaspare, di professione falegname, discese il figlio Jacopo (o Giacomo), detto Agostino (1482 circa-1555 circa) e iniziatore della tradizione pittorica di famiglia. Di lui si sa poco, dato che le fonti coeve diedero attenzione più alla curiosità del soprannome che alla sua produzione artistica: pare comunque che abbia dipinto nella chiesa di Santa Maria in Organo a Verona e che fosse anche miniatore. Jacopo fu ricordato anche come intagliatore di legname, professione derivatagli dal padre Gaspare e inizialmente trasmessa al figlio Domenico. Inoltre, egli fu colui al quale si deve il nomignolo di Brusazorzi (in veneto, "bruciatopi"), "essendo egli stato l'inventore di quell'ordigno, col quale si pigliano i sorzi, e pigliandone quantità in sua casa, e pigliati facendoli abbruciare, fu dal volgo chiamato il Brusasorzi, nome, che passò anco ne' suoi Figliuoli e Discendenti".
Jacopo ebbe due figli, Domenico (1516 circa-1567), il principale esponente della famiglia e colui del quale si hanno più notizie, e Bernardino, incisore di gemme.
Domenico a sua volta ebbe numerosi figli, di cui tre furono avviati alla professione di pittori: Felice (1539 circa-1605), Giambattista (1544 circa-dopo il 1586) e Cecilia (1549-1593 circa). Altri membri della famiglia Brusasorzi furono Giangiacomo e Gregorio, di cui non si hanno notizie certe.